# فرانشيسكا هونغ
فرانشيسكا هونغ (من مواليد 25 أبريل 1994) هي عارضة أزياء أسترالية وحاملة لقب ملكة جمال توجت ملكة جمال الكون أستراليا 2018. مثلت بلدها أستراليا في ملكة جمال الكون 2018، حيث أنهت دور البدل في قائمة العشرين الأوائل، هي من نورثيرن بيتشيز لسيدني وهي ابنة لأب أسترالي صيني وأم أسترالية أيرلندية. درست للحصول على درجة الماجستير في النشر في جامعة سيدني بعد حصولها على شهادة البكالوريوس في الآداب وعلم الاجتماع.